# Збаразький Стефан Владиславович
Стефан Збаразький (*д/н —1605) — представник українського князівського та магнатського роду.

## Життєпис
Походив з впливового роду Збаразьких гербу Корибут. Син князя Владислава Збаразького та Софії Пшилуської. Про дату народження відсутні дані: за одними він був старшим сином, за іншим — молодше за брата Петра.
У 1582 році втратив батька. Після цього перейшов у лютеранство. Тривалий час вів суперечки з братами щодо розподілу дідичного майна. Остаточно домовленості відбулися 1592 року, за якими Стефан отримав містечко Сернівець із групою сіл у Кременецькому повіті та місто Видово на суміжній території Кам'янецького повіту Подільського воєводства. Також Стефан отримав від Владислава гарантії щодо зведення за рахунок останнього замку у Сернівці, але за взаємною згодою 1595 року обмежився сплатою 500 золотих.
Не зробив державної кар'єри, усю уваги приділяв накопиченню статків. У 1602 році одружився з Катериною Сулимою (Сулим'янкою), яка була католичкою. Під її впливом через кілька років навернувся у католицтво. Разом з тим продовжував підтримувати православні церкви фінансово. Водночас через дружину породичався з Олізаровичами і Немиричами. Судився за маєтності з Мартином Левковським. Помер у 1605 році. Похований у Києво-Печерській лаврі. Нащадків не залишив.